# Jade Boho Sayo
Jade Boho Sayo (* 30. August 1986 in Valladolid) ist eine spanisch-äquatorialguineische Fußballspielerin.

## Karriere

### Spanien
Jade begann ihre Karriere 2000 in Spanien mit AD Orcasitas wo sie 3 Jahre das Jugendinternat durchlief. Im Jahre 2003 bekam sie ein Angebot von AD Torrejón CF und verließ Orcasitas. Nach vier Jahren auf erster ebene entschloss Jade sich im sommer 2007 Rayo Vallecano anzuschließen. Am 3. August 2013 verließ sie nach sechs Jahren Rayo Vallecano und wechselte zur Frauenfußballabteilung von Atlético Madrid.

### Großbritannien
2015 wechselte sie in die englische WSL zu Bristol City Women.
Anfang 2016 wechselte innerhalb der WSL von Bristol City zu Reading.

### Spanien und die Schweiz
Nach einer Saison bei Madrid CFF wechselte sie zum Ligakonkurrenten Logrono und spielte dort drei Saisons.
2021 unterschrieb sie einen Einjahresvertrag bei Servette Chênois in der Schweiz und spielte dort in der UEFA Women’s Champions League.

### International
Jade nahm für ihr Geburtsland Spanien an der U-19-Fußball-Europameisterschaft der Frauen 2004 in Finnland teil und erzielte das erste Tor im Finale gegen die Deutsche U-19 Fußballnationalmannschaft.
Seit 2010 steht sie im Kader der Äquatorialguineischen Nationalmannschaft
und sollte für diese bei der Fußball-Weltmeisterschaft der Frauen 2011 in Deutschland antreten.
Dies wurde allerdings durch eine zweimonatige Sperre der FIFA kurz nach Beginn des Turniers verhindert.
Spiegel Online gab als von der FIFA bestätigten Grund dafür an, nachdem Jade bekanntermaßen bereits in der U-19 für Spanien aufgelaufen sei – was einem Verbandswechsel grundsätzlich nicht entgegengestanden hätte –, habe sich urplötzlich herausgestellt, sie habe auch für die A-Nationalmannschaft Spaniens gespielt. Laut Artikel 15 der FIFA-Statuten ist ein Wechsel in eine andere A-Nationalmannschaft nicht möglich. Andere deutsche Quellen mutmaßten dies nur und sprachen von einer „vorläufigen“ Sperre (während der Spiegelartikel von einer „Bestätigung“ der Sperre spricht).
Andere Quellen behaupten keinen Einsatz in der A-Nationalmannschaft Spaniens, so dass der Verbandswechsel durchaus erlaubt gewesen wäre. Einzelne Quellen geben keinen nachvollziehbaren Grund für die zweimonatige Sperre an. Dem gegenüber finden sich Angaben, dass der Verbandswechsel grundsätzlich zulässig war, aber nicht formal korrekt oder rechtzeitig vollzogen wurde. So soll es sich um ein „Problem mit dem [FIFA]-Register“ gehandelt haben. Eine sehr detaillierte Quelle gibt an, dass die zweimonatigen Sperre eine Strafe dafür darstellte, dass Jade im Fußball-Afrikameisterschaft der Frauen 2010 für Äquatorialguinea unberechtigt aufgelaufen sei, weil sie sich von der spanischen Nationalmannschaft noch nicht in der erforderlichen Weise „losgesagt“ gehabt hätte.
Jade errang dann (unbeanstandet) mit der Äquatorialguineischen Fußballnationalmannschaft der Frauen die Fußball-Afrikameisterschaft der Frauen 2012.

## Erfolge als Spielerin
U-19-Fußball-Europameisterschaft der Frauen Gewinner (Spanien):
- 2004

Afrikanische Vize-Meisterschaft:
- 2010 (Teilnahme Jades unberechtigt, s. o.)

Afrika-Meisterschaft:
- 2012

Rayo Vallecano:
- Spanische Meisterschaft:

Sieger 2009, 2010 und 2011
- Copa de la Reina de Fútbol:

Sieger: 2008